# شيروود (دائرة انتخابية في المملكة المتحدة)
شيروود (بالإنجليزية: Sherwood)‏ هي إحدى الدوائر الانتخابية في المملكة المتحدة الممثلة في مجلس العموم في برلمان المملكة المتحدة.
عضو البرلمان الذي يمثلها حالياً هو :Paddy Tipping (Lab).